# Gromoslav Mladenatz
Gromoslav Mladenatz (n. 5 februarie 1891, Drobeta Turnu-Severin – d. 26 octombrie 1958, București) este un economist și teoretician în dreptul cooperatist.

## Biografie
Studii la Academia Comercială din Berlin. În 1920, devine profesor la Academia de Studii Cooperatiste din București. În 1926, Doctor în Științe Economice și Financiare al Universității de Știinte Economice și Sociale din Köln. In 1929, conferențiar, în 1932 profesor agregat iar din 1936 până în 1951 este profesor titularla si rector între 1947-1950 la Academia de Înalte Studii Comerciale și Industriale din București. Între 1935 și până în 1940 este conferențiar la Școala Internaționala Cooperatistă din Basel. Între 1948-1958 este Membru corespondent și colaborator al Institutului de Cercetari Economice al Academiei. A fost deopotrivă membru în Comitetul de Direcție al Alianței cooperatiste Internaționale din Manchester, membru al Biroului International al Muncii și membru fondator al Institutului Internațional de Studii Cooperatiste. Este numit Președinte al Centralei Cooperativelor de Import-Export, și Director general al Institutului Național al Cooperației. A fost Președinte al Oficiului Național al Cooperației Române.

## Lucrări și articole scrise de Mladenatz
- Histoire des doctrines cooperatives, P.U.F. Paris, 1933.
- Tratat general de cooperație, București, 1934.
- Cooperația în economia agricolă, București, 1935.
- Posibilitățile și dificultățile cooperației în România, în Sociologie Românească, An 2, 1937, nr. 2–3. pp. 108–111.
- Întïiul fourierist român : Theodor MEHTUPCIU-DIAMANT, în Probleme economice, oct. 1956
- L’influence de Charles Fourier sur les économistes roumains, Archives Internationales de la sociologie de la coopération et du développement, 21, 1967. p. 15-46.